# Pools of Sorrow, Waves of Joy
Pools of Sorrow, Waves of Joy è il primo album in studio del cantautore olandese Arjen Anthony Lucassen, pubblicato nel 1993 dalla Ray's Music.
Il titolo dell'album deriva da una frase contenuta in Across the Universe dei Beatles, uno dei brani preferiti di Lucassen.

## Tracce
1. Wrong Side of the Street – 5:18 (Arjen Lucassen)
2. Best of Friends – 3:08 (testo: Ian Parry – musica: Arjen Lucassen)
3. Crescendo – 3:38 (Arjen Lucassen)
4. Cry Yourself to Sleep – 2:29 (testo: Cleem Determeijer – musica: Arjen Lucassen)
5. Little Miss Understood – 4:42 (Arjen Lucassen)
6. Escape – 4:19 (Arjen Lucassen)
7. Country Girl, City Boy – 2:43 (Arjen Lucassen)
8. Summer's in the Air – 2:33 (Arjen Lucassen)
9. Days of the Knights – 3:16 (Arjen Lucassen)
10. Not Over You – 3:36 (Arjen Lucassen)
11. Night on the Town – 2:44 (Arjen Lucassen)
12. A-Losin' You – 3:46 (Arjen Lucassen)
13. Midnight Train – 2:49 (Arjen Lucassen)
14. Pools of Sorrow – 1:57 (musica: Arjen Lucassen)

## Formazione
Musicisti
- Anthony – chitarra elettrica ed acustica, banjo, mandolino, liuto, tastiera, programmazione della batteria, voce, cori
- Peter Vink – basso
- Cleem Determeijer – tastiera
- Debbie Schreuder, Mirjam van Doorn – cori

Produzione
- Anthony – produzione, missaggio
- Oscar Holleman – assistenza alla produzione, ingegneria del suono, missaggio
- Mario Schulz – ingegneria, missaggio
- Ray – missaggio
- Peter Brussée – mastering